# Mutara II. von Ruanda

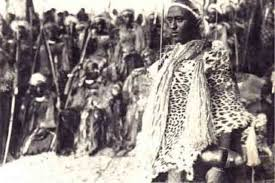
Mutara II. von Ruanda (1853)

Mutara II. Rwogera († 1853) war in der ersten Hälfte des 19. Jahrhunderts König (Mwami) des Königreiches Ruanda.

## Leben
Er gehörte dem Volk der Tutsi an und regierte von 1830 bis 1853 (Daten unsicher).  Unter ihm und unter seinem Nachfolger Kigeri IV. erreichte das Königreich den Höhepunkt seiner Macht. Seit den 1840er-Jahren führte Ruanda mehrere Kriege gegen seine Nachbarn.